# Біла Береза
Бі́ла Бере́за — село в Україні, у Есманьській селищній громаді Шосткинського району Сумської області. Населення становить 14 осіб. До 2020 орган місцевого самоврядування — Уланівська сільська рада.

## Географія
Село Біла Береза розташоване на правому березі річки Клевень, вище за течією на відстані 2,5 км розташоване село Сидорівка, нижче за течією на відстані 1,5 км розташоване село Комарівка.
До села примикає лісовий масив (дуб).
Село межує з Росією.

## Історія
12 червня 2020 року, відповідно до розпорядження Кабінету Міністрів України № 723-р «Про визначення адміністративних центрів та затвердження територій територіальних громад Сумської області», село увійшло до складу Есманьської селищної громади.
19 липня 2020 року, в результаті адміністративно-територіальної реформи та ліквідації Глухівського району, село увійшло до складу новоутвореного Шосткинського району.

#### Російське вторгнення в Україну (з 2022)
26 серпня 2024 року російські загарбники продовжували обстрілювати прикордонні території Сумської області. Зокрема в селі зафіксовано 1 вибух, ймовірно ФПВ-дрон.   

## Населення

### Мова
Розподіл населення за рідною мовою за даними перепису 2001 року:
| Мова       | Кількість | Відсоток |
| ---------- | --------- | -------- |
| українська | 10        | 71.43%   |
| російська  | 4         | 28.57%   |
| Усього     | 14        | 100%     |